# Svetovno prvenstvo v motociklizmu sezona 1976
Svetovno prvenstvo v motociklizmu sezona 1976 je bila osemindvajseta sezona Svetovnega prvenstva v motociklizmu.

## Velike nagrade
| Št | Velika nagrada | Dirkališče   | Zmagovalec - 50      | Zmagovalec - 125   | Zmagovalec - 250  | Zmagovalec - 350   | Zmagovalec - 500 | Poročilo |
| 1  | Francija       | Le Mans      | Herbert Rittberger   |                    | Walter Villa      | Walter Villa       | Barry Sheene     | Poročilo |
| 2  | Avstrija       | Salzburgring |                      | Pier Paolo Bianchi |                   | Johnny Cecotto     | Barry Sheene     | Poročilo |
| 3  | Nations        | Mugello      | Angel Nieto          | Pier Paolo Bianchi | Walter Villa      | Johnny Cecotto     | Barry Sheene     | Poročilo |
| 4  | Jugoslavija    | Opatija      | Ulrich Graf          | Pier Paolo Bianchi | Dieter Braun      | Olivier Chevallier |                  | Poročilo |
| 5  | Isle of Man TT | Isle of Man  | Angel Nieto          |                    | Tom Herron        | Chas Mortimer      | Tom Herron       | Poročilo |
| 6  | Nizozemska     | Assen        |                      | Pier Paolo Bianchi | Walter Villa      | Giacomo Agostini   | Barry Sheene     | Poročilo |
| 7  | Belgija        | Spa          | Herbert Rittberger   | Angel Nieto        | Walter Villa      |                    | John Williams    | Poročilo |
| 8  | Švedska        | Anderstorp   | Angel Nieto          | Pier Paolo Bianchi | Takazumi Katayama |                    | Barry Sheene     | Poročilo |
| 9  | Finska         | Imatra       | Julien Van Zeebroeck | Pier Paolo Bianchi | Walter Villa      | Walter Villa       | Pat Hennen       | Poročilo |
| 10 | Češkoslovaška  | Brno         |                      |                    | Walter Villa      | Walter Villa       | John Newbold     | Poročilo |
| 11 | Nemčija        | Nürburgring  | Angel Nieto          |                    | Walter Villa      | Walter Villa       | Giacomo Agostini | Poročilo |
| 12 | Španija        | Montjuich    | Angel Nieto          | Pier Paolo Bianchi | Franco Bonera     | Kork Ballington    |                  | Poročilo |

## Dirkaško prvenstvo

### Razred 500 cm3
| Mesto | Dirkač            | Št | Država          | Moštvo    | Točke | Zmage |
| ----- | ----------------- | -- | --------------- | --------- | ----- | ----- |
| 1     | Barry Sheene      | 7  | Zdr. kraljestvo | Suzuki    | 72    | 5     |
| 2     | Teuvo Lansivuori  | 4  | Finska          | Suzuki    | 48    | 0     |
| 3     | Pat Hennen        | 40 | ZDA             | Suzuki    | 46    | 1     |
| 4     | Marco Lucchinelli |    | Italija         | Suzuki    | 40    | 0     |
| 5     | John Newbold      | 8  | Zdr. kraljestvo | Suzuki    | 31    | 1     |
| 6     | Philippe Coulon   |    | Švica           | Suzuki    | 28    | 0     |
| 7     | Giacomo Agostini  | 1  | Italija         | MV Agusta | 26    | 1     |
| 8     | Jack Findlay      | 10 | Avstralija      | Suzuki    | 25    | 0     |
| 9     | John Williams     | 5  | Zdr. kraljestvo | Suzuki    | 24    | 1     |
| 10    | Phil Read         | 2  | Zdr. kraljestvo | Suzuki    | 22    | 0     |

### Razred 350 cm3
| Mesto | Dirkač             | Št | Država          | Moštvo          | Točke | Zmage |
| ----- | ------------------ | -- | --------------- | --------------- | ----- | ----- |
| 1     | Walter Villa       |    | Italija         | Harley-Davidson | 76    | 4     |
| 2     | Johnny Cecotto     | 1  | Venezuela       | Yamaha          | 65    | 2     |
| 3     | Chas Mortimer      | 6  | Zdr. kraljestvo | Yamaha          | 54    | 1     |
| 4     | Tom Herron         | 9  | Zdr. kraljestvo | Yamaha          | 47    | 1     |
| 5     | John Dodds         |    | Avstralija      | Yamaha          | 34    | 0     |
| 6     | Victor Palomo      |    | Španija         | Yamaha          | 29    | 0     |
| 7     | Takazumi Katayama  |    | Japonska        | Yamaha          | 28    | 0     |
| 8     | Bruno Kneubühler   |    | Švica           | Yamaha          | 28    | 0     |
| 9     | Olivier Chevallier |    | Francija        | Yamaha          | 27    | 0     |
| 10    | Franco Uncini      |    | Italija         | Yamaha          | 27    | 1     |

### Razred 250 cm3
| Mesto | Dirkač             | Št | Država          | Moštvo          | Točke | Zmage |
| ----- | ------------------ | -- | --------------- | --------------- | ----- | ----- |
| 1     | Walter Villa       | 1  | Italija         | Harley-Davidson | 90    | 7     |
| 2     | Takazumi Katayama  |    | Japonska        | Yamaha          | 73    | 1     |
| 3     | Franco Bonera      |    | Italija         | Harley-Davidson | 61    | 1     |
| 4     | Tom Herron         |    | Zdr. kraljestvo | Yamaha          | 47    | 1     |
| 5     | Pentti Korhonen    |    | Finska          | Yamaha          | 47    | 0     |
| 6     | Dieter Braun       |    | Z. Nemčija      | Yamaha          | 42    | 0     |
| 7     | Chas Mortimer      | 6  | Zdr. kraljestvo | Yamaha          | 31    | 0     |
| 8     | Bruno Kneubühler   | 9  | Švica           | Yamaha          | 29    | 0     |
| 9     | Olivier Chevallier |    | Francija        | Yamaha          | 25    | 0     |
| 10    | Victor Palomo      |    | Španija         | Yamaha          | 25    | 0     |

### Razred 125 cm3
| Mesto | Dirkač                 | Št | Država     | Moštvo     | Točke | Zmage |
| ----- | ---------------------- | -- | ---------- | ---------- | ----- | ----- |
| 1     | Pier Paolo Bianchi     | 2  | Italija    | Morbidelli | 90    | 7     |
| 2     | Angel Nieto            |    | Španija    | Bultaco    | 67    | 1     |
| 3     | Paolo Pileri           | 1  | Italija    | Morbidelli | 64    | 0     |
| 4     | Henk Van Kessel        | 7  | Nizozemska | Condor     | 46    | 0     |
| 5     | Anton Mang             |    | Z. Nemčija | Morbidelli | 32    | 1     |
| 6     | Jean-Louis Guignabodet | 2  | Francija   | Morbidelli | 27    | 0     |
| 7     | Eugenio Lazzarini      | 5  | Italija    | Morbidelli | 26    | 0     |
| 8     | Gert Bender            |    | Z. Nemčija | Bender     | 25    | 0     |
| 9     | Stefan Dörflinger      |    | Švica      | Morbidelli | 23    | 0     |
| 10    | Julien Van Zeebroeck   |    | Belgija    | Morbidelli | 18    | 0     |

### Razred 50 cm3
| Mesto | Dirkač               | Št | Država     | Moštvo     | Točke | Zmage |
| ----- | -------------------- | -- | ---------- | ---------- | ----- | ----- |
| 1     | Angel Nieto          | 1  | Španija    | Bultaco    | 85    | 5     |
| 2     | Herbert Rittberger   | 5  | Z. Nemčija | Kreidler   | 76    | 2     |
| 3     | Ulrich Graf          |    | Švica      | Kreidler   | 69    | 1     |
| 4     | Eugenio Lazzarini    | 2  | Italija    | Morbidelli | 53    | 0     |
| 5     | Rudi Kunz            | 4  | Z. Nemčija | Kreidler   | 34    | 0     |
| 6     | Julien Van Zeebroeck | 9  | Belgija    | Kreidler   | 26    | 1     |
| 7     | Stefan Dörflinger    | 6  | Švica      | Kreidler   | 25    | 0     |
| 8     | Rolf Blatter         |    | Švica      | Kreidler   | 25    | 0     |
| 9     | Hans Hummel          | 9  | Avstrija   | Kreidler   | 20    | 0     |
| 10    | Pierre Audry         |    | Francija   | ABF        | 15    | 0     |